# Bezirk Rostock

Länet Rostocks läge i DDR

Bezirk Rostock var ett län (tyska: Bezirk) i Östtyskland med Rostock som huvudort. 

## Historia
Det grundades tillsammans med övriga 13 distrikt 25 juli 1952 och ersatte då de tidigare tyska delstaterna i Östtyskland. Bezirk Rostock hade en area av 7 075 km² och 916 500 invånare (1989).
Efter den tyska återföreningen avvecklades länet och området blev en del av den nyskapade förbundslandet Mecklenburg-Vorpommern. 

## Administrativ indelning
Länet Rostock delades in i tio distrikt/kretsar (tyska:Kreise) och fyra stadskretsar (tyska: Stadtkreise): 

### Stadskretsar i Bezirk Rostock
- Rostock
- Greifswald (sedan 1974)
- Stralsund
- Wismar

### Kretsar i Bezirk Rostock
Mellan 1952 och 1955 tillhörde länet elva kretsar. Den 1 januari 1956 sammanslogs de dåvarande kretsarna Bergen och Putbus till den nyskapade kretsen Rügen.
| Distrikt (Kreis)        | Huvudort          |
| Kreis Bad Doberan       | Bad Doberan       |
| Kreis Greifswald        | Greifswald        |
| Kreis Grevesmühlen      | Grevesmühlen      |
| Kreis Grimmen           | Grimmen           |
| Kreis Ribnitz-Damgarten | Ribnitz-Damgarten |
| Kreis Rostock-Land      | Rostock           |
| Kreis Rügen             | Bergen            |
| Kreis Stralsund         | Stralsund         |
| Kreis Wismar            | Wismar            |
| Kreis Wolgast           | Wolgast           |